# Otto Hoogesteijn
Otto Hoogesteijn (Kostheim am Main, 11 januari 1903 – Utrecht, 7 juni 1966) is een voormalig topzwemmer, die Nederland eenmaal vertegenwoordigde bij de Olympische Spelen: 'Parijs 1924'.
In de Franse hoofdstad, in het 50-meterbassin van het zwemstadion Georges Valery van Parijs, maakte de in Duitsland geboren Hoogesteyn deel uit van de estafetteploeg, die op de 4x200 meter vrije slag in de eerste halve finale werd uitgeschakeld. Zijn toenmalige teamgenoten in Parijs waren Gé Dekker, Sjaak Köhler en Frits Schutte. Een individuele start was niet aan hem besteed bij zijn eerste en enige olympische optreden.
Gé Dekker · 
Otto Hoogesteijn · 
Sjaak Köhler · 
Frits Schutte